# Новокузнецький металургійний комбінат

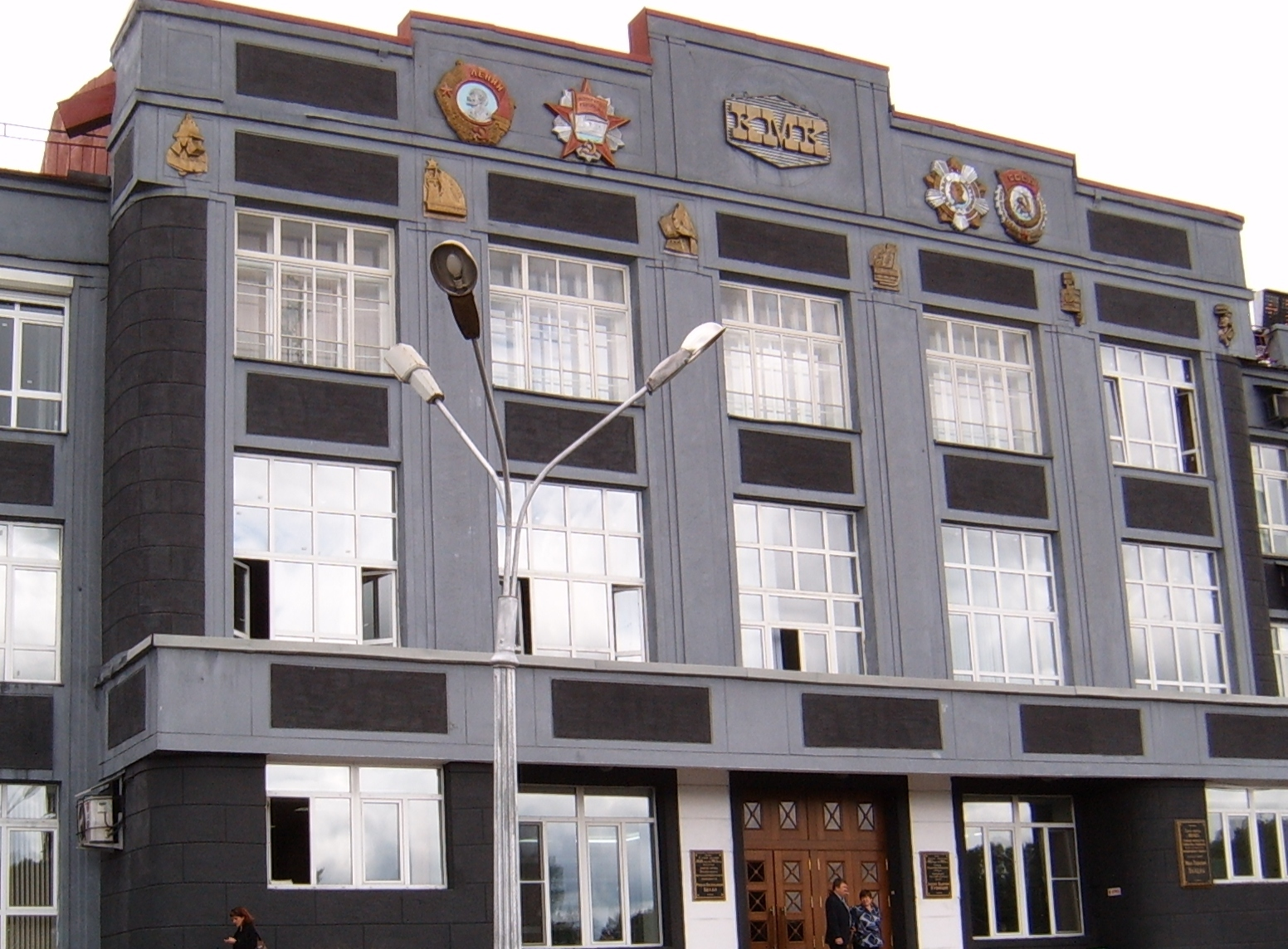
Заводоуправління КМК

Новокузнецький металургійний комбінат (до 2003 року — Кузнецький металургійний комбінат) — металургійний комбінат у місті Новокузнецьку Кемеровської області РФ, одне з найбільших підприємств чорної металургії СРСР. На 2015 рік входить в «Євраз Груп С. А.».

## Історія
Будівництво комбінату почато 1929 року. У 1932 стала до ладу перша доменна піч, мартенівські печі, блюмінг, рейкобалковий та інші цехи.
Комбінат — комплекс різноманітних, але технологічно пов'язаних між собою виробництв. На гірничих підприємствах комбінату видобувають залізну руду, вапняк, доломіт, кварцити, вогнетривні глини, формувальні піски та інші види сировини. На комбінаті виробляють кокс, продукти коксохімії, чавун, сталь, сортовий та листовий прокат, залізничні рейки тощо.
Нагороджений орденами Леніна (1943), Кутузова 1-го ступеня (1945), Трудового Червоного Прапора (1945), Жовтневої Революції (1971).